# ليونيد سلوتسكي (سياسي)
ليونيد سلوتسكي (مواليد 4 يناير 1968) هو سياسي روسي يشغل منصب رئيس الحزب الليبرالي الديمقراطي الروسي.